# احوال جرادى (السياني)

تعديل مصدري - تعديل

احوال جرادى محلة تابعة لقرية ذي الحبر، التابعة لعزلة الهادس بمديرية السياني إحدى مديريات محافظة إب في الجمهورية اليمنية.، بلغ تعداد سكانها 38 حسب تعداد اليمن لعام 2004.